# Scobinți, Iași
Scobinți este satul de reședință al comunei cu același nume din județul Iași, Moldova, România.

## Istoric
Satul Scobinți este așezat pe coasta estică a Dealului Basaraba, în dreapta văii Bahluiului, cuprinzând toată partea de vest a Dealului lui Vodă.
Vechimea așezării se pierde în negura veacurilor. Astfel, pe versantul nord – vestic al „Muntelui lui Vodă”, s-au descoperit resturi de vase din secolul al IV–lea și din feudalismul dezvoltat (sec. XV – XVI), iar în sud-estul satului, La Lutărie, fragmente ceramice din faza Horodiște-Foltești. Dealul lui Vodă este pomenit în documente din 1541 și 1551 ca „dealul voievodului”, pantele sale fiind acoperite de viile aparținând domnitorilor moldoveni. Totuși, vechimea așezării este cu mult mai veche, deoarece pe acest deal se află ruinele unei cetăți geto-dacice cu sistem de apărare.
În partea nordică a Dealului Basaraba, s-au găsit fragmente ceramice din neolitic și din feudalismul dezvoltat (sec. XVI-XVII). La poala nordică a dealului, întâlnim urme ale unei cetăți geto-dacice cu sistem de apărare.
Localitatea Scobiți este o așezare veche, atestată documentar în 1665, când Duca Vodă întărește lui Pavăl Contăș, al treilea logofăt, stăpânirea peste satul Scobinți „care acum se numește Dialul lui Vodă care iaste între târgul nostru Cotnari și între Tg. Hîrlău”. În partea de apus a Dealului lui Vodă, se găsește Balta Stîrcioaei, ce-și trage numele astfel: la 1667, Maria Stîrcea, văduva lui Isac Stîrcea,  dăruiește 3 fălci de vie la Cotnari „în dealul lui Vodă).
Denumirea satului Scobinți vine de la așezarea satului într-o depresiune, sub formă de scobitură, afirmație realizată și de scriitorul Aurel Leon, cu prilejul deschiderii la Scobinți a unei  expoziții de pictură a pictorului Dan Hatmanu: „Și între puțină bahnă cu căpățâni de salcii blonde și întunecata sprânceană a pădurii de sus, se ițește, când în văiuguri scobite ca niște coveți, când pe dealuri, satul Scobinți, desfășurat după capriciile viței, ale livezii și celorlalte seve roditoare”.
Denumirea așezării, dupa traditia locala, provine de la un ucrainean, Skobie, Skoba sau Skoban, care a fost adus de boierii moldoveni pentru unele munci care cereau o calificare superioară sau era unul dintre oștenii creștini rămași pe frumoasele plaiuri moldave, după luptele purtate împotriva păgânilor.
Satul a existat și pe vremea lui Ștefan cel Mare, deoarece Drumul domnesc, dintre Cotnari și Hîrlău, trecea și prin Scobinți. Dovada este dată de existența unor beciuri, crame, locuințe din piatră și cărămidă din partea de sud a Dealului voievodului. Unii cercetători au afirmat că platoul Dealului lui Vodă ar fi adăpostit chiar o curte domnească din perioada înfloritoare a marelui domn.
Apropierea de drumul vinului a determinat descoperirea unor tezaure numismatice în  Scobinți (format, mai ales, din groși polonezi) și în cătunul Zvarici (aici, s-au descoperit ducați moldovenești, cu cap de zimbru, din timpul domnitorilor Alexandru cel Bun și Ștefan cel Mare). Aceeași preocupare spre comerț o întâlnim câteva secole mai târziu, la 19 august 1926, când Leizer Barat, unul din numeroșii negustori evrei,  își înscrie firma de comerț cu cereale.
Satul Scobinți este menționat și la 1740, când ia ființă un schit, numit Mitoc, apoi Dealul lui Vodă. Această atestare dovedește că masivul viticol intrase în proprietatea Mănăstirii Neamț, care înființase aici un schit. Ctitorul acestui loc de închinăciune a fost monahul Sofronie. Schitul avea o moară de apă și un iaz, dispunând și de pădurile din jur, care se întindeau și peste actualul cătun Zvarici.
Locul vechiului lacas de cult era  în cimitirul bisericii sătești,  întemeiată, în anul 1850, de Șerban Cantacuzino.
Forma bisericii este de cruce, cu altar semicircular, cu cornișe și cu ferestre dreptunghiulare, fără ornamentație și fără turlă.
Dintre duhovnicii care au slujit aici, amintim pe preoții Pintilie Ioan, Toma Râpă, Peptu Grigore, Andrieș Ioan (în prezent, slujește preotul Argatu Vasile).
Dealul voievodului, Dealul domnesc sau Dealul lui Vodă, cum îl găsim des menționat în documente, era locul unde domnia avea rezerva sa pentru vii, multe suprafețe fiind dăruite „slugilor credincioase”. De asemenea, găsim menționat în documentele de vânzare a unor vii pe colinele Cotnarilor  „în rînd cu Vodă”, adică vecine cu viile domnitorului.
În anul 1756, domnitorul Mihai Racoviță întărește Mănăstirii Neamț stăpânirea peste „o prisacă din Dealul lui Vodă cu 4 fălci de vie, cu cramă și pivniță dăruite de mitropolitul Varlaam.
O situație din 1830, întocmită de ispravnicul ținutului Hîrlău pentru „suma pogoanelor de vie din podgoria Cotnari”, spre a se stabili producția aproximativă și, în raport cu aceasta, suma banilor vădrăritului, ne dă următoarele suprafețe ocupate cu vii, pentru satul Scobinți:
- - „ 198 pogoane viile țărănești, 80 pogoane cele boierești”, de unde se scoteau , conform „Catagrafiei vedrelor viilor ce să arată mai gios, a tahminului vădrăritului în anul 1830”, „3120 vedre – locuitorii de la Scobinți și 4000 vedre – viile boierești de la Scobinți”.

Pe Dealul lui Vodă a existat o vie boierească, cuprinzând câteva zeci de hectare, în partea de est a dealului, proprietate a boierului Barbu din Scobinți, prin anii 1915-1916, al cărei paznic era un oarecare Bucovineanu, a cărei soție se numea Antemica. Pe vârful dealului, se găseau bucăți de mică, iar în partea de sud a dealului era o conductă de ceramică ce aducea apa de la casa apelor din pădurea și dealul Basaraba la curtea boierească.
Locuitorii așezării provin din oameni aduși să muncească pe pământurile dregătorilor domnești, apoi ai mănăstirii. În 1859, erau un număr de 155 capi de familie, cu 705 suflete. Trei decenii mai târziu, în 1889, s-a înființat o școală, la care erau înscriși un număr de 53 școlari. Din aceeași perioadă, este atestată existența unei mori de aburi.
În timpul mandatului lui Spiru Haret la Ministerul Instrucțiunii Publice, s-a construit un nou local de școală, ce funcționează și astăzi, pentru elevii din învățământul de patru ani (primar). Dintre figurile emblematice ale străvechiului lăcaș de educație, înființat în anul 1890, amintim familiile de dascăli Hatmanu, Mihăilescu, Zapan, Costăchescu, Cotruță, Pîrpîriță, Petrovici, Stoica, care au luminat generații de locuitori ai satului.
Pe locul schitului din 1740, s-a ridicat, în 1975, o troiță, prin contribuția familiei Candalea Constantin și Aglaia. În jurul fostului schit, se află cimitirul parohial. La 100 m spre nord, în 1850, s-a construit, de către Mihail Cantacuzino-Pașcanu, actuala biserică, zidită din piatră și cărămidă, cu hramul „Tuturor Sfinților”.
Din datele statistice cu privire la așezarea satului Scobinți, reiese că, în 1888, era sat component al comunei Bădeni, dar centru de reședință. Reședința a fost mutată, câțiva ani mai târziu, în satul Bădeni, până în anul 1934, când satul Scobinți revine sat de reședință. 
Populația a crescut constant de la 947 locuitori , în anul 1912 (1143 în 1930, 1636 în 1977) la aproximativ 1830 locuitori  în anul 2009.
Satul Scobinți  cuprinde și cătunul Zvarici.

## Personalități
Dintre personalitățile comunei Scobinți, amintim:
Episcopul Amfilohie Hotiniul (n. 1730 - d. 1800). Dupa rapirea Nordului Bucovinei si desfiintarea Scaunului sau arhieresc de la Hotin, episcopul Amfilohie Hotiniul s-a stabilit la manastirea Zagavia (fostul schit al calugarului Zagavei), din comuna Scobinti, unde a trait intrea anii 1770 si 1800, vreme de 30 de ani dedicandu-se activitatilor didactice, pedagogice, scriitoricesti si culturale, fiind autorul primei lucrari romanesti de geografie. - De obste gheografia -  (Un exempar se afla la Biblioteca Centrala Universitara, Iasi, iar altul la Facultatea de Geografie si Geologie a Universitatii Al. I. Cuza din Iasi). A tradus si adaptat invatamantului teologic din Moldova, - Gramatica teologhiceasca - spre folosul preotilor si a tuturor de obste pravoslavnici crestini, fiind folosita si la Academia din Kiev. O alta lucrare, intitulata - Elemente aritmetice aratate firesti - tocmita dupa Aritmatica italianului Alessandro Conti, cu mentionarea unitatilor de masura folosite in Moldova.( Un singur exemplar se mai pastreaza la Academia Roamana, Filiala Iasi, are 15/20 cm. si 168 de pagini tiparite cu alfabet chirilic). Toate cele trei lucrari au aparut la Iasi, in anul 1795. - Gramatica fizicii - lucrare de stiintele naturii, nu a mai putut fi publicata in timpul vietii autorului, raminind in manuscris. (se afla la Academie Romane, Filiala Iasi, ms. 1627, editata in 1990).
Amfilohie Hotiniul a fost calugarit la manastirea Secu si a urmat Academia Ortodoxa de la Kiev. S-a mutat la cele vesnice in anul 1800 si a fost inmormintat linga biserica manastirii Zagavia, in partea dreapta a absidei Altarului, fiind apoi stramutat in incinta sfintului lacas.
Diplomatul  Ion I. Onu s-a nascut la 1 septembrie 1868, in satul si comuna Badeni, de atunci, comuna Scobinti, judetul Iasi, urmeaza scoala primara in satul natal cu nimeni altul decit cu renumitul invatator Mihai Busuioc (Domnul Trandafir), repartizat dupa absolvirea Scolii Normale la Badeni. Dupa doi ani, Mihai Busuioc se transfera la scoala primara dinVatra - Pascani, iar tinarul invatacel, care a deprins de la dascalul sau dragostea de profesia de invatator, il urmeaza in urbea copilariei scriitorului de mai tirziu, Mihail Sadoveanu.
In 1880, Ion I. Onu intra ca bursier la Liceul National din Iasi, urmeaza apoi Scoala Normala de Institutori din Bucuresti, absolvind-o in anul 1890 cu cea mai mare distinctie, fiind numit institutor clasa a III-a la Scoala Normala de Institutori, Alex. Odobescu. Este apoi subrevizor scolar al judetului Ilfov, iar in anul 1898, este numit revizor scolar pentru judetul Falciu, apoi pentru judetul Tulcea. In 1911 pleaca la Geneva pentru a-si desavirsi pregatirea profesionala la Institutul - Jean Jacques Rousseau -
Animat de un inalt patriotism, in timpul Primului Razboi Mondial, diplomatul de Geneva, Ion I. Onu, se intoarce in tara si infiinteaza in satul sau natal, in Badeni, o Scoala pregatitoare mixta, de invatatori si invatatoare, numita mai tirziu Scoala Normala Principele Mircea din Badeni, menita sa pregateasca dascali si dascalite pentru scolile primare din regat, si in mod deosebit pentru provinciile unite dupa actul istoric al Marei Unirii de la 1 decembrie 1918.
In decurs de 13 ani, (1917 - 1930), cit a functionat Scoala Normala din Badeni, aici au fost pregatiti si au absolvit scoala un numar de 300 de invatatori si invatatoare. Din totalul de 269 de elevi inscrii in anul de invatamint 1927 - 1928, spre exemplu, 66 elevi, (25%) proveneau din Basarabia si Bucovina, iar 21 de absolventi ai prestigioasei scoli erau din Scobinti si din satele din apropiere, contribuind astfel la emanciparea satelor din acest colt uitat de tara, urmand cu entuziasm indemnul marelui om de stat si cultura, Spiru Haret, Ministrul Scoalelor inceputului de veac.
Pentru a suplini lipsa metodicii de predare la clasele I-IV, Ion I. Onu a elaborat metodici pentru toate obiectele de invatamint, folosite timp de patruzeci de ani, dovedind astfel valoarea acestora. Printre manualele scolare elaborate, enumeram: Geografia Romaniei, prima geografie scolara, aparuta in 1893, geografiile judetelor: Ilfov, Neamt, Constanta, Iasi, Falciu si multe altele; abecedare, citiri, aritmetici, caiete de desen dupa natura si caiete de caligrafie etc. De o apreciere deoasebita s-a bucurat Abecedarul realizat de marele om de cultura si traire spirituala Ion I. Onu, aparut la Bucuresti in anul 1935, fiind de un real folos atit pentru invatatori, cit si pentru invatacei. Ion I. Onu a scris piese de teatru si poezii (Versuri pentru copiii nostri), unele poezii fiind cintate pe  melodii de Juarez Movila. A realizat traduceri de prestigiu (Psihologia copilului, Pedagogia experimentala s.a.) si adesfasurat o bogata activitate publicistica si de specialitate, contribuind la infiintarea Revistei pedagogice literare, Foaia ilustrata Vulturul, Revista invatamintului primar, Convorbiri didactice s.a. (conf. dr. Dorin Damaschin, Universitatea Bucuresti, absolvent al Scolii Normale Principele Mircea din Badeni), articol publicat in rev. Cronica, anul VI, nr. 24, simbata, 12.VI 1971.
Ion I. Onu a fost casatorit cu Elvira Walenstein si au avut impreuna sase copii, Sorin Onu si Ion Bradut Covaliu (1924 - 1991), pictor, fiind din afara casatoriei. A decedat in anul 1937.
Profesorul Costache Fedeles
de la Universitatea din Iasi a fost unul din cei mai straluciti educatori pe care i-a avut România. S-a nascut la 3 martie 1877, în satul Scobinti din judetul Iasi, din parintii Petrache (nestiutor de carte, a participat la Razboiul de Independenta) si Ruxanda, (nascuta Lungu din Ceplenita), Costache fiind primul nascut dintre cei sapte copii (Gheorghe a fost magistrat la Sibiu, iar trei surori au fost invatatoare). A urmat scoala primara în satul natal si in orasul Harlau, apoi si-a continuat studiile la Iasi, la Liceul National si Liceul Internat, obtinând bacalaureatul în 1899, sef de promotie. In Iasi a locuit pe str. Toma Cozma nr. 10. Pregatirea universitara o face la Iasi, Berlin, Leipzig si Munchen (unde isi da doctoratul in anul 1911). Cunostea cinci limbi, traducea direct din greaca si latina, iar in timpul Razboiului Balcanic, fiind luat prizonier, a invatat si limba bulgara. A avut o activitate însemnata la catedra (atât în învatamântul liceal, cât si în cel universitar). In perioada 1929-1930 a fost prof. univ. la Facultatea de Teologie din Chisinau (preotul Ioan Pintilie din Scobinti i-a fost student). Costache Fedeles a publicat putin, desi a scris mult. Din opera publicata, citam: Evolutia sociala în Apus si la noi, Valoarea si limitele educatiei, Sinesteziile sau sensibilitatea dubla si multipla, Puterea credintei, Credinta populara româneasca.
A decedat la 1 iunie 1958 si este inmormantat la Cimitirul Bellu din Bucuresti.
Artistul Dan Hatmanu
s-a nascut la 31 octombrie 1926, la Scobinti, Iasi. A urmat cursurile Institutului de Arte Plastice din Iasi (1945 - 1950), la clasa profesorului Corneliu Baba. In anul 1960, obtine, prin concurs, bursa Nicolae Grigorescu, pentru doi ani de studii la Leningrad si Paris. Experienta pariziana i-a influentat artistului repertoriul tematic si a contribuit la definirea sa stilistica.			Profesor la Facultatea de Arte Plastice, din cadrul Institutului de Arte George Enescu (1977-1990), unde a fost Rector sase ani, Dan Hatmanu imparte creatia sa in cicluri tematice: Iasul amintirilor – ulei (1974), Mana-grafica, Om si sentiment – ulei si grafica (1976), Iasul de ieri si de azi – grafica (1976), Iasul, evocare sentimentala – ulei si grafica (1984), Autoportret in timp – ulei si grafica (1991), Substituiri din arta universala – ulei si grafica (1991), Vitrine pariziene – ulei si grafica (1992), Nostalgia fotografiei – ulei (2001). Pentru mine, centrul lumii este satul natal, Scobinți. Aici  mi-am descoperit inclinația spre arta, mazgalind pereții albi cu taciune declara artistul intr-un interviu din 1999. Sacralitatea locului de nastere a fost surprinsa intr-un ciclu din care fac parte lucrari ca Fanfara din Scobinți, Drumul amintirilor, Scoala din Scobinți, pictate la sfarsitul anilor ‘70 si care se regasesc in colecția Muzeului de Arta Iasi. A avut numeroase expozitii personale si de grup in Franta, Mexic, Statele Unite, Italia, Germania, Cehia, Iugoslavia, Polonia, Spania, Japonia etc. In 1964 a expus la Paris, la renumita Galerie du Passeur, una dintre galeriile care au gazduit expozitiile lui Picasso. Obtine numeroase premii si distinctii: Premiul al II-lea la Festivalul International de Tineret din Varsovia, in 1955, Premiul Ion Andreescu decernat de Academia Romana in 1976, Premiul international Colosseum, in 1979, la Nuova Figurazione din Roma. A fost numit membru de onoare al Academiei Oamenilor de Știinta din Romania si al Academiei Europene de Știinte, Arte si Litere din Paris. 						           
Ion Muscalu
Ion Muscalu s-a născut la data de 13 august 1949, din parintii Ioan si Elisabeta (Fedeles, nepoata prof. C. Fedeles).  A debutat pe 27 decembrie 1979, la Radio Iași, cu Povestiri istorice, după ce a publicat, sporadic, în presa locală. A îndeplinit funcția de primar al comunei Scânteia din județul Iași. În această calitate, în anul 1984, a înființat Cenaclul "Mihail Sadoveanu" și un muzeu al satului, iar în anul 1986, a inițiat Tabăra de sculptură în piatră "Poiana cu Schit", interzisă de autoritățile comuniste în 1988, pentru că "eram prea mulți oameni acolo în pădure, de capul nostru, fără radio, fără televizor, și se bănuia ca o s-o luăm razna"...                        						
În anul 1991 a debutat editorial, cu volumul Piatra Șoimului (apărut la Editura Porus din București). Ulterior i-au fost publicate volumele Cântecul ciocârliei (1997), Răpirea de la Mănăstirea Căpriana (1998), Primarul din Poarta Țărnii (2001), Lupul alb (2002), Hanul răzeșilor (2004) - o evocare a istoriei Moldovei din vara anului 1476, toate apărute la Editura Danaster, precum și romanul în trei volume Sub sabia cu straja-n cruce, publicate în perioada 2003. Alte romane au fost publicate în perioada 2006-2009: Acvila Neagră (Nunta domniței Olena) – roman (Ed. Danaster, 2006), Taina Stejarului – roman (Ed. Danaster, 2006), Osândă și izbândă – roman (Ed. Danaster, 2007), Sub sabia cu straja-n cruce, III (Bătălia de la Codrii Cozminului) Războiul de 13 ani – roman (Ed. Danaster, 2008), Dafina Doamna - roman (Ed. Danaster, 2009), tradus in limbile franceza, engleza si rusa,Vulturul Desertului (Ion-Voda cel Viteaz, vol.I Armeanul - 2011 si vol.II Domnia - 2012), roman tradus in limba franceza, Noaptea de Rusalii (Gulagul romanesc din Baragan - marturii, 2013), Atacul de Noapte, partea I (Vlad Voda Draculea, roman, 2013 si partea a II-a, Vlad Tepes, roman, 2014). De asemenea, Ion Muscalu a redactat si publicat mai multe monografii, printre care: Monografia Manastirii Bujoreni (2007), Monografia comunei Scanteia (2010), Monografia comunei Scobinti (2011) si Monografia comunei Rediu (Rediu lui Tatar), 2012. 						
Dar iată cum prezintă scriitorul Ion Muscalu locurile pitorești unde s-a născut, a copilărit și de care-și amintește neîncetat: De aici din coasta Vintilei, de sub fresca Hatmanului din Scobinți, de îți porți ochii în zare, privirea va zăbovi mai întâi pe luciu de cleștar al nesfârșitelor heleșteie pomenite în hrisoavele lui Ștefan cel Mare, de la Gurguieta, Strâmbu, Urechea, Contâș ori Valea Mare, va trece peste Codrii de Aramă, peste Dumbrava Roșie și Dealul lui Vodă și îți vei descoperi pletele cu adâncă pioșenie dinaintea cetății dacice de la Cătălina.
Vei hălădui prin străvechile păduri de stejar...sus, pe Basaraba, vei struni caii din umbletul lor și îi vei lăsa o vreme să răsufle, ...apoi, urmând un drum vechi de pământ, tăinuit de copaci bătrâni ce își înfrățesc crengile deasupra, tăind de-a curmezișul făgetul pe la Podu de Lut, vei ieș, după o poștă de cale, de partea cealaltă a codrilor, pe valea Siretului, la șleahul mare al Sucevei.
Jos, peste copacii Zagaviei, se ghicește Târgu Răreșoaiei,Hîrlăul, care se înalță astăzi peste vremuri de legendă și ziduri de cetate, ... drumul mare, spre Iași, își înfrățește calea cu apa Bahluiului, șerpuind când pe un mal, când pe celălat, străbătând satele Bădeni, Ceplenița...
Frumoase sunt acele locuri, dar, de o neasemuită frumusețe,  este sufletul oamenilor săi...						
Premii: Premiul Uniunii Scriitorilor din Republica Moldova, in 2010, Premiul Academiei de Stiinta a Republicii Moldova, 2011,  Premiul Primariei Chisinu, 2012, Premiul Ministerului Tineretului si Sportului din Republica Moldova, 2013, mai multe premii in perioada 2002 - 2013 ale Salonului International de Carte -Ion Creanga - Chisinau, Republica Moldova ,Premiul Societatii Culturale Mihai Eminescu din Cernauti, 2006 si Premiul Fundatiei Alexandru cel Bun din Cernauti, in anii 2007 si 2009, alte distinctii si premii.												
Mircea Radu Iacoban						
S-a nascut pe 19 februarie 1940, în Iași, din parintii, Alexandru si Maria (Gramada, din Scobinti), invatatoare. A absolvit liceul la Suceava, iar în 1962 Facultatea de Filologie a Universității "Al.I. Cuza" din Iași. Între 1961-1966, a lucrat la Studioul Radio din Iași (crainic, redactor), iar în perioada 1966-1970 a fost secretar de redacție la revista Cronica. In 1972, devine directorul editurii ieșene Junimea, pentru ca în perioada 1979-1989 să fie directorul Teatrulului Național Vasile Alecsandri din capitala Moldovei. După 1990, a colaborat la publicațiile bucureștene Românul si Cronica Română, a condus cotidianul ieșean Realitatea și a devenit directorul Teatrului Luceafărul din Iași. Actualmente este editorialist la Monitorul de Suceava si Flacăra Iasului.
Dramaturg, prozator, publicist, eseist, Mircea Radu Iacoban a publicat un mare număr de volume de proză și de teatru: Estudiantina, Departe, O mască în plus, Oastea oștilor, Noaptea, Și alte piese, Sâmbătă la Veritas. După 1990, a dat o minuțioasă si dramatică radiografie a realităților din Basarabia, surprinzând esențialul locurilor vizitate de-a lungul anilor, o serie de volume (Lumea într-o picătura sau Din Azore în Antile), impunându-l și în literatura acestui gen. În 1989, Mircea  Radu Iacoban a scris scenariul filmului Un bulgăre de humă, în regia lui Nicolae Mărgineanu, o bijuterie cinematografică, evocând prietenia dintre Ion Creangă și Mihai Eminescu.
Premii: Premiul Academiei Române pentru teatru (1977), Premiul Uniunii Scriitorilor din România (1976), Premiul Uniunii Scriitorilor din Republica Moldova (1996). 				
- Distincții: Ordinul Serviciu credincios,  2002,
- Ordinul Meritul cultural, 2004.

## Legături externe
Materiale media legate de Scobinți la Wikimedia Commons